# Морриньюс (Сеара)
Морриньюс (порт. Morrinhos)  —  муниципалитет в Бразилии, входит в штат Сеара. Составная часть мезорегиона Северо-запад штата Сеара. Входит в экономико-статистический  микрорегион Литорал-ди-Камосин-и-Акарау. Население составляет 20 442 человека на 2006 год. Занимает площадь 408,878 км². Плотность населения — 50,0 чел./км².
Праздник города —  6 сентября.

## История
Город основан 6 сентября 1957 года. 

## Статистика
- Валовой внутренний продукт на 2003 составляет 32.713.503,00 реалов (данные: Бразильский институт географии и статистики).
- Валовой внутренний продукт на душу населения на 2003 составляет 1.695,97 реалов (данные: Бразильский институт географии и статистики).
- Индекс развития человеческого потенциала на 2000 составляет 0,608 (данные: Программа развития ООН).